# Jawbreaker (gruppo musicale)
I Jawbreaker sono una band statunitense attiva dalla seconda metà degli anni 80 fino al 1996 e riunita nel 2017. Il trio è formato da Blake Schwarzenbach (chitarra e voce), Chris Bauermeister (basso) e Adam Pfahler (batteria). Band di culto del movimento punk ed emocore anni '90, caratterizzata da un sound potente reso ancora più oscuro dai testi di Schwarzenbach, i quali hanno ispirato un grande numero di gruppi a venire.

## Storia
I Jawbreaker, quando si formano, sono ancora studenti all'università di New York. La band si sposta poi a Los Angeles, dove, nel 1990 realizza il suo disco d'esordio, "Unfun", con un'etichetta discografica indipendente. In seguito Blake e compagni vanno a San Francisco e nel 1992 vede la luce "Bivouac" (prodotto da Tupelo Recording Company e The Communion Label). L'anno successivo i Jawbreaker partono in tour con i Nirvana. Questo evento, insieme all'uscita, nel 1994, del loro terzo disco ("24 Hour Revenge Therapy") attira l'attenzione di alcune etichette major. Così firmano un contratto da 1 milione di dollari con la DGC Records, e, nel 1995, arriva l'ultimo album della band, intitolato "Dear You". Alcune tensioni createsi tra i membri della band condurranno al loro scioglimento nel 1996. Blake Schwarzenbach formerà poi i Jets to Brazil insieme, tra gli altri, al batterista dei Texas Is The Reason; attualmente suona con i Forgetters. Adam formerà invece i Whysall Lane e, con la sua Blackball Records, produrrà, oltre ad altre band, alcune ristampe dei dischi dei Jawbreaker. La band si riunì brevemente in studio nel 2007 per la realizzazione di un documentario sulla loro storia, "Don't Break Down: A Film About Jawbreaker" uscito solo nel 2017.
Il 19 aprile 2017 la band annuncia che tornerà a suonare al Riot Fest di Chicago di settembre. Negli anni successivi si imbarcheranno in diversi tour nazionali e mondiali.

## Unfun (1990)
È il primo album della band e fu registrato in due giorni a Venice (Los Angeles). Il disco uscì per l'indipendente Shredder Records. Nel 2008 Adam Pfahler si occupò di rimasterizzarlo e farlo uscire, fresco di ristampa, nel 2010, aggiungendo una canzone dal titolo "Busy", estratta da un 7 pollici della band. La opening-track di Unfun si chiama "Want" ed è stata reinterpretata anche dai Lagwagon.

## Bivouac (1992)
Viene registrato a S. Francisco con Billy Anderson ed esce nel 1992 per Tupelo Recording Company e The Communion Label. I testi sono molto legati alla sfera personale e introspettiva di Schwarzenbach. Questo fa sì che il leader della band inizi ad essere considerato come una figura chiave nella scena emo, al punto che si arriverà a parlare del "Culto di Blake".

## 24 Hour Revenge Therapy (1994)
Ecco che così, nel 1994, i Jawbreaker arrivano al loro terzo disco. "24 Hour Revenge Therapy" viene registrato a Chicago nel maggio del 1993 con Steve Albini (altre 3 tracce aggiuntive saranno poi registrate con B. Andersen a S. Francisco nel mese di agosto). Nel 1993 viene chiesto a Blake e compagni di aprire 6 concerti dei Nirvana, i quali presentavano, proprio in quel periodo, il disco "In Utero". Questo avvicinò la band all'interesse di alcune majors.

## Dear You (1995)
È l'ultimo disco della band. Esce nel settembre del 1995. Dear You fu registrato ai Fantasy Studios in California con Rob Cavallo, il quale, l'anno precedente, aveva già lavorato con i Green Day per l'album "Dookie". Le registrazioni durarono 2 mesi e il più presente in studio fu Blake. Cominciavano infatti ad esserci tensioni di rilievo tra i membri della band, al punto che Bauermeister e Pfahler, una volta registrate le loro parti, si recarono solo saltuariamente in studio. Chi però continuò a lavorare intensamente al disco furono appunto Schwarzenbach e Rob Cavallo, i quali si soffermarono molto su chitarra e voci. Saranno proprio le voci pulite e il tipo di produzione a dividere il fans della band. Lo stesso Ben Weasel fu così deluso che espresse il suo disappunto con una lettera a Pfahler. Nonostante il singolo "Fireman" (e annesso videoclip in rotazione) le vendite furono relativamente scarse. Molti fans cominciarono a manifestare il loro scarso apprezzamento nei confronti dei nuovi brani anche durante i concerti. Nel 1996 comunque i Jawbreaker aprirono le date del tour dei Foo Fighters. Le tensioni interne riguardavano specialmente Bauermeister e Schwarzenbach i quali cominciarono a viaggiare su mezzi diversi. Questa situazione troverà il suo culmine quando, nell'Oregon, i due arriveranno ad attaccarsi pesantemente. Di lì a poco i Jawbreaker decidono di sciogliersi.

## Membri della Band
- Blake Schwarzenbach — Voce, chitarra
- Chris Bauermeister - Basso, cori
- Adam Pfahler - Batteria

## Discografia
- 1990 - Unfun
- 1992 - Bivouac
- 1994 - 24 Hour Revenge Therapy
- 1995 - Dear You